# Jean Gabriel du Chasteler

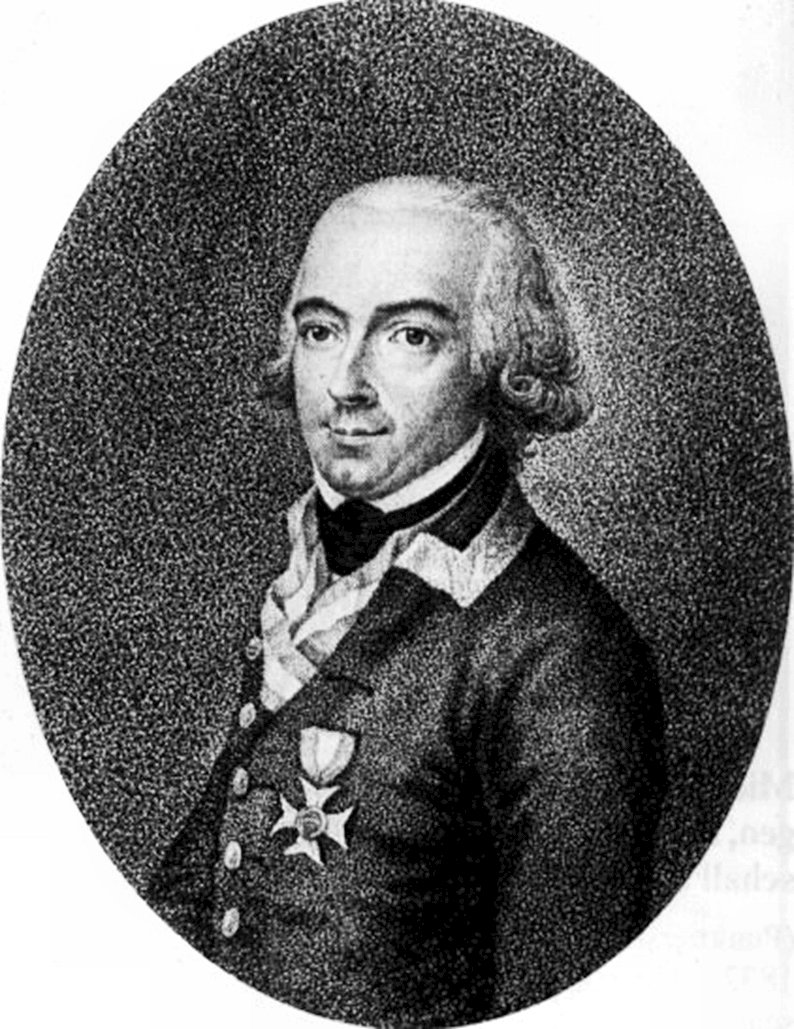
Jean-Gabriel du Chasteler

Jean Gabriel Joseph Albert markies du Chasteler et de Courcelles (Duits: Johann Gabriel von Chasteler) (Moulbaix, 22 januari 1763 - Venetië, 7 mei 1825) was een Oostenrijks generaal, afkomstig uit de Zuidelijke Nederlanden. Hij vocht tegen de Turken tijdens de Russisch-Oostenrijkse-Turkse Oorlog en tegen de Fransen tijdens de napoleontische oorlogen. Hij was van 1814 tot aan zijn dood gouverneur van Venetië.

## Afkomst
Hij werd geboren op het kasteel van Moulbaix nabij Aat als telg van het oude Henegouws adellijk geslacht Du Chasteler. Reeds in 1597 kreeg zijn voorvader Gabriel du Chasteler, provoost van Bavay en gedeputeerde van de Staten van Henegouwen, de persoonlijke titel van ridder van koning Filips II van Spanje. Zijn grootvader, Jean-François du Chasteler (1691-1764), eveneens lid van de Staten van Henegouwen, verkreeg in 1725 de erfelijke titel markies, overdraagbaar bij eerstgeboorte, van keizer Karel VI. Hij werd voorzitter van de Raad van Henegouwen en in 1754 lid van de Raad van State. Zijn vader, François-Gabriel du Chasteler de Courcelles (1744-1789), luitenant van de hellebaardiers van de vorstelijke lijfwacht, verkreeg in 1769 een motu proprio wapenvermeerdering van keizerin Maria Theresia van Oostenrijk. Daarnaast was hij actief als historicus. Hij was gehuwd met Albertine-Joseph-Dorothée gravin van Turheim (1742-1765), met wie hij een zoon, Jean-Gabriel, en twee dochters had.

## Levensloop

### Opleiding
De jonge Du Chasteler ging naar het lyceum in Metz waar hij les kreeg van onder meer Pierre Louis de Lacretelle. Hij startte zijn militaire loopbaan in 1776 als 13-jarige cadet in het infanterieregiment Prince Charles de Lorraine Nr 3. In 1778 werd hij toegelaten aan de ingenieursacademie te Wenen. In 1780 studeerde hij af als onderluitenant van de genie. In die tijd bouwde Oostenrijk diverse vestingen, onder andere deze van Josefstadt en van Theresienstadt, waaraan Du Chasteler als ingenieur meewerkte. In 1785 werd hij hoofdingenieur binnen de genie.

### Vroege militaire loopbaan
Vanaf 1788 nam Du Chasteler deel aan de Russisch-Oostenrijkse-Turkse Oorlog als officier binnen de Generale Staf. Hij vervoegde het korps van Frederik Jozias van Saksen-Coburg-Saalfeld dat actief was in Boekovina, werd bevorderd tot kapitein en raakte gewond nabij Chotyn in Bessarabië. Op 1 augustus 1789 nam hij als majoor deel aan de Slag bij Focşani, waar hij de leiding kreeg over een colonne op de rechtervleugel. Hij behaalde ermee de overwinning en als dank werd hij verheven tot ridder in de Orde van Maria Theresia.
Maarschalk Laudon, die de kwaliteiten van Du Chasteler had opgemerkt, engageerde hem voor enkele speciale militaire operaties samen met het Russische leger. Na de val van Walachije werd hij belast met de militaire bezetting van dit gebied. Nadien vervulde hij nog belangrijke missies in Belgrado, Petrovaradin en Wenen en werd hij benoemd tot kamerheer van keizer Leopold II.

### Oorlogen tegen de Fransen
Vanaf 1792 nam De Chasteler, inmiddels bevorderd tot luitenant-kolonel, deel aan de Eerste Coalitieoorlog in de Oostenrijkse Nederlanden. Hij keerde terug naar het geniekorps en herstelde de Citadel van Namen. Daarna vervoegde hij bij Rijsel het leger dat onder commando stond van Albert Casimir van Saksen-Teschen. Hij nam er de leiding van de geniewerken en bouwde in de belegerde voorsteden de nodige verschansingen. Na de Slag bij Jemappes keerde hij terug naar Namen, waar hij door de Fransen gevangengenomen werd. Kort nadien kwam hij vrij door een gevangenenruil. Hij was betrokken bij de geniewerken in Le Quesnoy, Maubeuge en Valenciennes en nam deel aan de Slag bij Neerwinden en de Slag bij Aldenhoven. Bij Wattignies raakte hij zwaargewond door verscheidene bajonetsteken. Nadat hij hersteld was, vervoegde hij het leger van Franz Wenzel von Kaunitz-Rietberg en nam hij deel aan de belegering van Landrecies en de verovering van Charleroi. Hij leidde vervolgens de versterkingswerken aan de Maas. Tijdens de 13 maanden durende belegering van Mainz maakte hij deel uit van het leger van François Sébastien de Croix de Clerfayt en maakte hij zich verdienstelijk bij de verdediging van de vestingstad als directeur van de vestingwerken. Na de overwinning zond generaal Clerfayt hem persoonlijk naar Wenen om daar het nieuws te gaan melden. Hij kreeg als dank een bevordering tot kolonel in de Generale Staf.
Du Chasteler kreeg een nieuwe opdracht als grenscommissaris in Krakau om er de Poolse grenzen te gaan afbakenen. In 1797 werd hij bevorderd tot generaal-majoor en na de Vrede van Campo Formio werd hij als Oostenrijks afgezant belast met de markering van de grenzen van het gebied Veneto, dat Oostenrijks bezit was geworden.
Tijdens de Tweede Coalitieoorlog ging hij naar Sint-Petersburg. Hij vervoegde het leger van generaal Soevorov en vocht mee in diens Italiaanse campagne van 1799. Aan de zijde van Freiherr Kray werd een overwinning op de Fransen behaald nabij Verona. Op 26 april 1799 bereikte het leger de Adda en wist het de rivier snel te veroveren. Du Chasteler hiep zelf met het verslepen van de pontons en kreeg nadien als dank het commandeurskruis in de Orde van Maria Theresia. Hij vocht bij Cassano d'Adda en hielp Soevorov aan de overwinning bij de Trebbia.

### Luitenant-veldmaarschalk
In de loop van de jaren was Du Chasteler vaak gewond geraakt. Door het verlies van een been waren zijn lichamelijke capaciteiten afgenomen. In 1801 werd hij bevorderd tot luitenant-veldmaarschalk. Hij werd naar Tirol gezonden om er de lokale milities te organiseren. Hij zette er vestingen op en bewapende een groot deel van de bevolking. In 1805 werd hij commandant van de divisietroepen op de rechtervleugel onder aartshertog Johan van Oostenrijk. In 1808 werd hij naar Komárom gezonden, waar hij een wapendepot en vestingen uitbouwde. Als dank hiervoor kreeg hij het commandeurskruis in de Leopoldsorde.
In 1809 kreeg Du Chasteler het commando van het achtste legerkorps dat naar Tirol trok. Er volgden gevechten in de buurt van Sterzing en Innsbruck waarbij de Fransen werden verslagen. Napoleon Bonaparte aanzag hem als de aanstoker van de Tiroolse Volksopstand en liet jacht op hem maken. Napoleon zond een enorme troepenmacht onder leiding van maarschalk François Joseph Lefebvre naar het gebied, die op 13 mei 1809 het Oostenrijkse leger onder leiding van Du Chasteler versloeg in de Slag bij Wörgl. Hij was hierdoor verplicht zich terug te trekken in Karinthië.

### Gouverneur van Theresienstadt en Venetië
Van 1811 tot 1813 voerde Du Chasteler het commando van de Oostenrijkse troepen in Silezië en leidde hij de defensiewerkzaamheden in Praag. In 1813 werd hij bevorderd tot Feldzeugmeister en kreeg hij het bevel over een grenadiersdivisie nabij Dresden. Na de Slag bij Kulm werd hij gouverneur en had hij het commando van de vestingstad Theresienstadt. Na de oprichting van het koninkrijk Lombardije-Venetië, dat gevormd werd naar aanleiding van de besluiten van het Congres van Wenen, werd hij tot gouverneur van Venetië benoemd.
Hij stierf er in 1825 op 62-jarige leeftijd. Zijn grafmonument bevindt zich in de Basilica dei Santi Giovanni e Paolo.